# اوریول پلا
اوریول پلا (کاتالونیایی: Oriol Pla؛ زادهٔ ۱۹۹۳) بازیگر اهل اسپانیا است.
از فیلم‌ها یا برنامه‌های تلویزیونی که وی در آن نقش داشته‌است، می‌توان به مرلی، پترا، ترومن و گل‌های وحشی اشاره کرد.
او دو بار در سال‌های ۲۰۱۸ و ۲۰۱۹ برندهٔ جایزه گائودی «بهترین بازیگر نقش مکمل مرد» و یکبار در سال ۲۰۱۸ برندهٔ جایزهٔ اُنداس «بهترین بازیگر تلویزیونی مرد» شده‌است.